# Maria Carolina di Savoia
Maria Carolina Antonietta Adelaide di Savoia (Torino, 17 gennaio 1764 – Dresda, 28 dicembre 1782) era la decima figlia del re Vittorio Amedeo III di Savoia e della regina Maria Antonia di Spagna; sposò il principe sassone Antonio di Sassonia e divenne principessa elettrice di Sassonia.

## Biografia

### Infanzia
Maria Carolina era la decima figlia del re Vittorio Amedeo III di Savoia e di sua moglie Maria Antonia di Spagna; nacque nel Palazzo Reale di Torino, visse insieme ai suoi due fratelli minori Carlo Felice di Savoia e Giuseppe Benedetto di Savoia e venne educata dalla contessa De Radicati.
Le sue sorelle includevano la principessa Maria Giuseppina, che sposò il futuro Luigi XVIII di Francia nel 1771, la principessa Maria Teresa, moglie del futuro Carlo X di Francia, sposata nel 1773, e la principessa Maria Anna, moglie di Benedetto di Savoia, sposata nel 1775.

### Matrimonio e morte
Per decisione paterna, dovette sposare il principe elettore di Sassonia Antonio Clemente: nonostante i dinieghi della fanciulla, il matrimonio venne suggellato a Moncalieri il 28 settembre 1781.
Per le nozze vennero realizzate feste sontuose in più parti della capitale. I balli ufficiali si svolsero nella Sala degli Svizzeri del Palazzo Reale ed a Moncalieri, ma anche a Palazzo Gontieri si svolse un fastoso ricevimento, con tanto di ballo nel cortile interno, appositamente coperto per l'occasione.
Con riluttanza, a soli diciassette anni, la ragazza dovette lasciare Torino, diretta verso la Sassonia, il 17 settembre 1782. La famiglia reale l'accompagnò fino a Vercelli; a quel punto la giovane salì sulla carrozza che l'avrebbe portata in Germania.
Ad Augusta giunse il 14 ottobre. Il 24 ottobre venne celebrato il matrimonio in forma solenne.

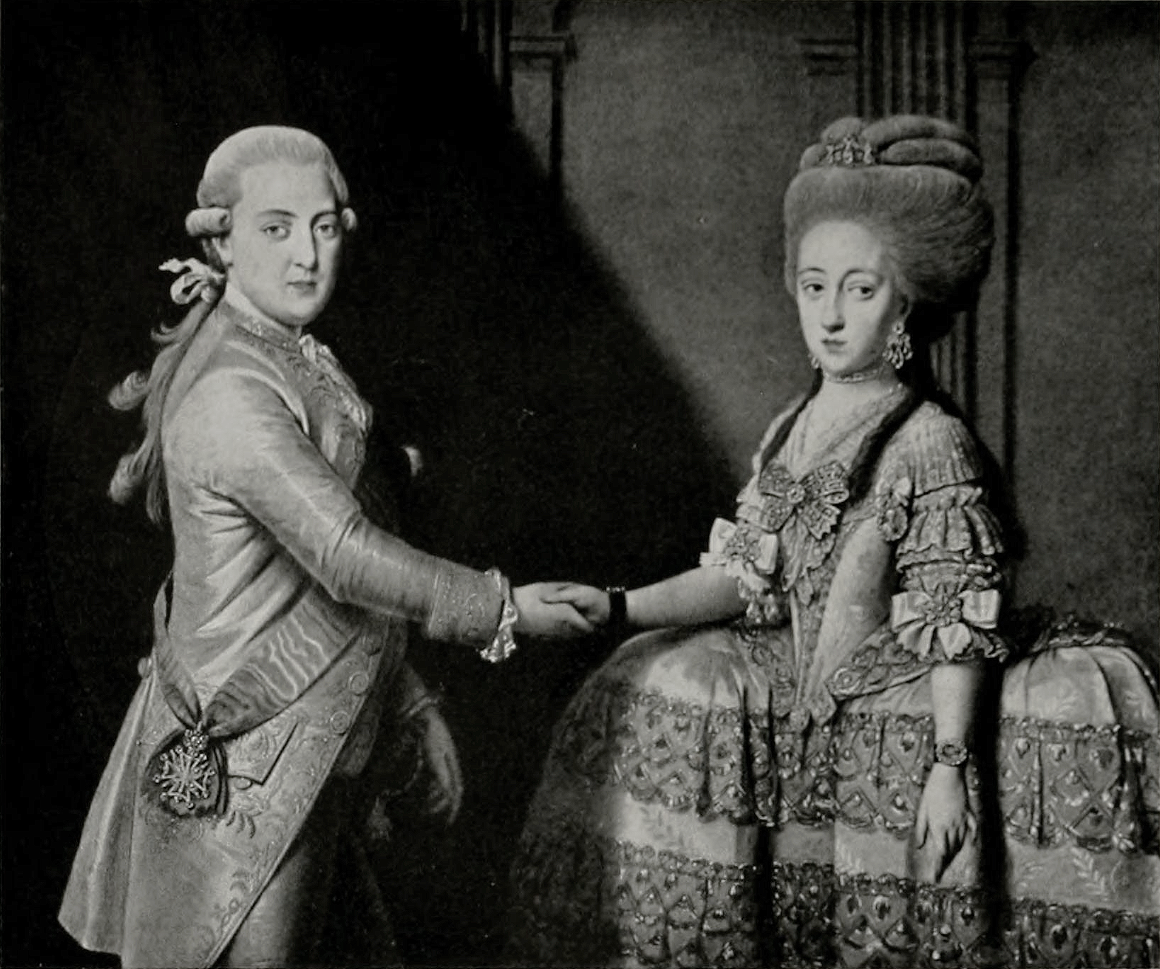
Maria Carolina di Savoia con il marito Antonio di Sassonia, 1782

Seppure l'elettore Federico Augusto I e il fratello Antonio Clemente si prodigassero per rendere il suo soggiorno in Germania piacevole, la giovane principessa era triste, con grande nostalgia delle sue terre natie.
Improvvisamente, tra il 14 ed il 15 dicembre 1782, la principessa venne colpita dal vaiolo; nonostante le cure dei medici, il 28 dicembre morì.

 Il feretro, esposto al popolo come di rito, ebbe poi sepoltura a Dresda.
L'amore che il popolo piemontese aveva verso di lei e la sua triste vicenda la fecero tramandare attraverso una famosa canzone popolare, raccolta in numerose versioni da Costantino Nigra nella sua opera. Il testo della canzone venne ripreso poi da Guido Gozzano nel racconto Torino d'altri tempi.

## Ascendenza
|                                      |                        |                                                 | Genitori                                                    |  |  | Nonni |  |  | Bisnonni                     |  |  | Trisnonni                   |  |
|                                      |                        |                                                 |                                                             |  |  |       |  |  | Vittorio Amedeo II di Savoia |  |  | Carlo Emanuele II di Savoia |  |
|                                      |                        |                                                 |                                                             |  |  |       |  |  | Vittorio Amedeo II di Savoia |  |  | Carlo Emanuele II di Savoia |  |
|                                      |                        | Maria Giovanna Battista di Savoia-Nemours       |                                                             |  |  |       |  |  | Vittorio Amedeo II di Savoia |  |  |                             |  |
| Carlo Emanuele III di Savoia         |                        |                                                 |                                                             |  |  |       |  |  | Vittorio Amedeo II di Savoia |  |  |                             |  |
|                                      |                        | Anna Maria d'Orléans                            | Filippo I di Borbone-Orléans                                |  |  |       |  |  |                              |  |  |                             |  |
|                                      |                        | Anna Maria d'Orléans                            | Filippo I di Borbone-Orléans                                |  |  |       |  |  |                              |  |  |                             |  |
|                                      |                        | Anna Maria d'Orléans                            | Enrichetta Anna Stuart                                      |  |  |       |  |  |                              |  |  |                             |  |
| Vittorio Amedeo III di Savoia        |                        | Anna Maria d'Orléans                            |                                                             |  |  |       |  |  |                              |  |  |                             |  |
|                                      |                        | Ernesto Leopoldo di Assia-Rotenburg             | Guglielmo d'Assia-Rotenburg                                 |  |  |       |  |  |                              |  |  |                             |  |
|                                      |                        | Ernesto Leopoldo di Assia-Rotenburg             | Guglielmo d'Assia-Rotenburg                                 |  |  |       |  |  |                              |  |  |                             |  |
|                                      |                        | Ernesto Leopoldo di Assia-Rotenburg             | Maria Anna di Löwenstein-Wertheim-Rochefort                 |  |  |       |  |  |                              |  |  |                             |  |
| Polissena Cristina d'Assia-Rotenburg |                        | Ernesto Leopoldo di Assia-Rotenburg             |                                                             |  |  |       |  |  |                              |  |  |                             |  |
|                                      |                        | Eleonora Maria di Löwenstein-Wertheim-Rochefort | Massimiliano Carlo Alberto di Löwenstein-Wertheim-Rochefort |  |  |       |  |  |                              |  |  |                             |  |
|                                      |                        | Eleonora Maria di Löwenstein-Wertheim-Rochefort | Massimiliano Carlo Alberto di Löwenstein-Wertheim-Rochefort |  |  |       |  |  |                              |  |  |                             |  |
|                                      |                        | Eleonora Maria di Löwenstein-Wertheim-Rochefort | Polissena Maria Khuen von Lichtenberg und Belasi            |  |  |       |  |  |                              |  |  |                             |  |
| Maria Carolina di Savoia             |                        | Eleonora Maria di Löwenstein-Wertheim-Rochefort |                                                             |  |  |       |  |  |                              |  |  |                             |  |
|                                      | Luigi, il Gran Delfino | Luigi XIV di Francia                            |                                                             |  |  |       |  |  |                              |  |  |                             |  |
|                                      | Luigi, il Gran Delfino | Luigi XIV di Francia                            |                                                             |  |  |       |  |  |                              |  |  |                             |  |
|                                      | Luigi, il Gran Delfino | Maria Teresa d'Austria                          |                                                             |  |  |       |  |  |                              |  |  |                             |  |
| Filippo V di Spagna                  | Luigi, il Gran Delfino |                                                 |                                                             |  |  |       |  |  |                              |  |  |                             |  |
|                                      |                        | Maria Anna di Baviera                           | Ferdinando Maria di Baviera                                 |  |  |       |  |  |                              |  |  |                             |  |
|                                      |                        | Maria Anna di Baviera                           | Ferdinando Maria di Baviera                                 |  |  |       |  |  |                              |  |  |                             |  |
|                                      |                        | Maria Anna di Baviera                           | Enrichetta Adelaide di Savoia                               |  |  |       |  |  |                              |  |  |                             |  |
| Maria Antonietta di Borbone-Spagna   |                        | Maria Anna di Baviera                           |                                                             |  |  |       |  |  |                              |  |  |                             |  |
|                                      |                        | Odoardo II Farnese                              | Ranuccio II Farnese                                         |  |  |       |  |  |                              |  |  |                             |  |
|                                      |                        | Odoardo II Farnese                              | Ranuccio II Farnese                                         |  |  |       |  |  |                              |  |  |                             |  |
|                                      |                        | Odoardo II Farnese                              | Isabella d'Este                                             |  |  |       |  |  |                              |  |  |                             |  |
| Elisabetta Farnese                   |                        | Odoardo II Farnese                              |                                                             |  |  |       |  |  |                              |  |  |                             |  |
|                                      |                        | Dorotea Sofia di Neuburg                        | Filippo Guglielmo del Palatinato                            |  |  |       |  |  |                              |  |  |                             |  |
|                                      |                        | Dorotea Sofia di Neuburg                        | Filippo Guglielmo del Palatinato                            |  |  |       |  |  |                              |  |  |                             |  |
|                                      |                        | Dorotea Sofia di Neuburg                        | Elisabetta Amalia d'Assia-Darmstadt                         |  |  |       |  |  |                              |  |  |                             |  |
|                                      |                        | Dorotea Sofia di Neuburg                        |                                                             |  |  |       |  |  |                              |  |  |                             |  |